# 12608 Aesop
12608 Aesop este o planetă minoră (asteroid) din centura de asteroizi. A fost descoperită pe 24 septembrie 1960 la Observatorul Palomar de Cornelis Johannes van Houten și a fost numită după Esop. 
Obiectul prezintă o orbită caracterizată de o semiaxă mare de 2,3206671 UAi, o excentricitate de 0,12, o înclinație de 3,52197 ° în raport cu ecliptica.